# Otumba (kommun)
Otumba är en kommun i Mexiko.   Den ligger i delstaten Mexiko, i den sydöstra delen av landet, 50 km nordost om huvudstaden Mexico City.
Följande samhällen finns i Otumba:
- Otumba de Gómez Farías
- San Francisco Tlaltica
- San Martín Ahuatepec
- Tlahuico
- Barrio Xamimilolpa
- San Juan Tocuila
- Coyotepec
- La Cruz
- Poyoxco
- Colonia Chacalco